# Sant Josep (métro de Barcelone)
Sant Josep est une station de la ligne 8 du métro de Barcelone.

## Situation sur le réseau
La station se situe sous l'avenue du Carrilet (Avinguda del Carrilet), sur le territoire de la commune de L'Hospitalet de Llobregat. Elle s'intercale entre les stations L'Hospitalet - Av. Carrilet et Gornal de la ligne Llobregat - Anoia des Chemins de fer de la généralité de Catalogne (FGC).

## Histoire
La station est ouverte au public le 8 juillet 1985, à l'occasion de l'enfouissement de la ligne entre Cornellà de Llobregat et Sant Josep. Elle se trouve presque sous l'emplacement de l'ancienne gare de Sant Josep, ouverte en 1957.

## Services aux voyageurs

### Accès et accueil
La station dispose de deux voies et de deux quais latéraux.

### Intermodalité
La station permet la correspondance avec les lignes suburbaines et régionales de l'infrastructure Llobregat - Anoia.